# 미국의 내무장관

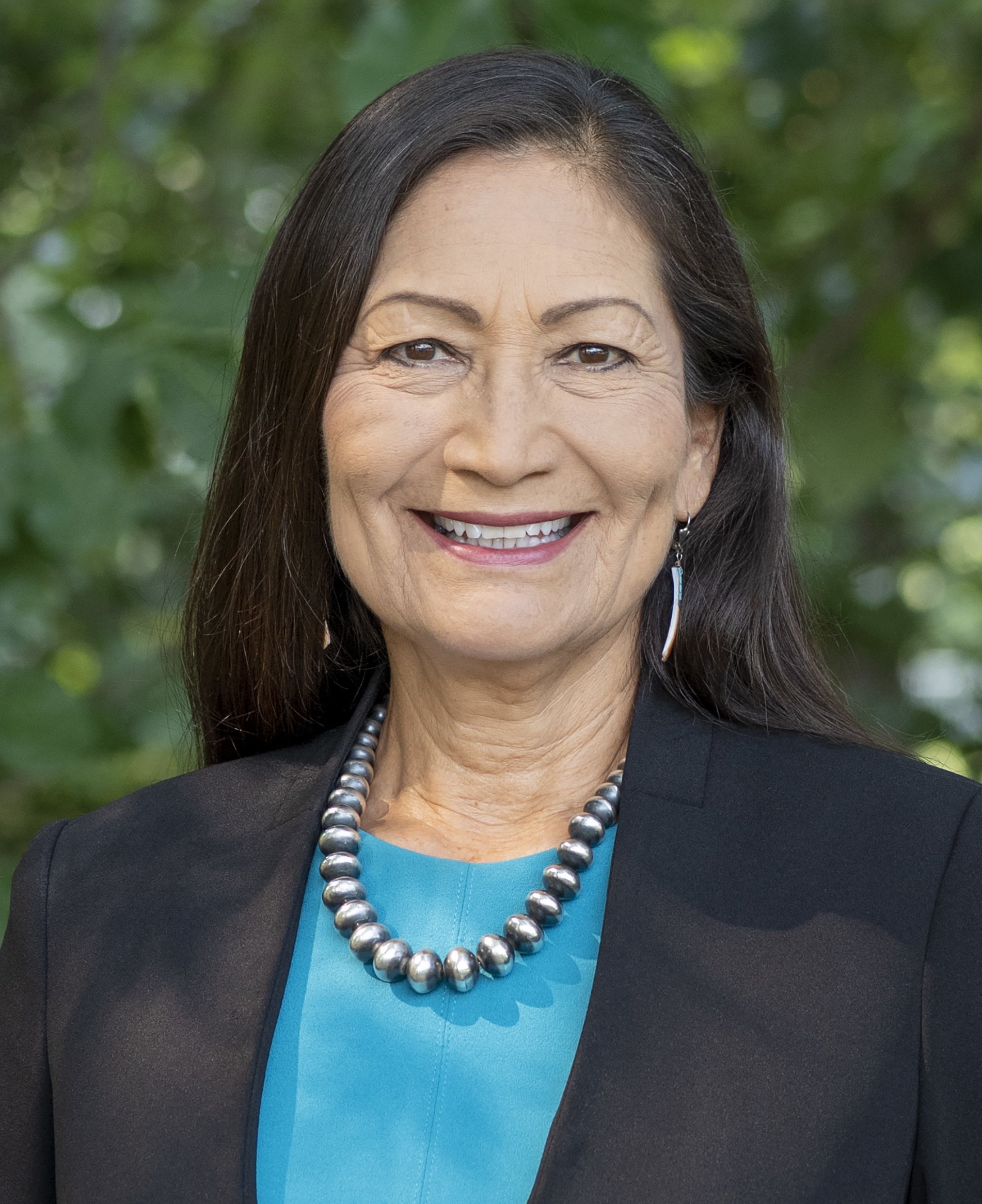
데브 할런드

미국 내무장관(United States Secretary of the Interior)은 미국 내무부의 수장이다. 장관과 내무부는 천연 자원과 함께 대부분의 연방 토지의 관리 및 보존을 담당하며 토지 관리국, 미국 지질조사국, 인디언 사무국 및 미국 국립공원관리청과 같은 기관을 이끌고 있다. 장관은 또한 국립공원재단 이사회에서 민간 시민을 섬기고 임명한다. 장관은 미국 내각의 일원이며 미국의 대통령에게 보고한다. 미국 내무부의 기능은 다른 많은 국가에서 임명되는 내무부 장관의 기능과 다르다.
내무부와 산하 기관의 정책과 활동이 미국 서부에 상당한 영향을 미치기 때문에 내무부 장관은 일반적으로 서부 주 출신이다. 1949년 이후 단 한 명의 장관인 로저스 모튼은 미시시피강 서쪽에 있는 주의 주민이나 출신이 아니었다.
내무장관은 행정부 일정의 1급 직위이므로 2024년 1월 기준으로 미화 246,400달러의 급여를 받는다.
2021년 3월 상원 인준을 받은 전 미국 하원의원 데브 할런드(Deb Haaland)가 내무부 장관으로 선서되었으며, 이는 아메리카 원주민 최초로 직책을 맡은 것이다.